# Olav Rocks
Die Olav Rocks sind eine kleine Gruppe von Klippenfelsen vor der Nordküste Südgeorgiens. Sie liegen 1 km ostsüdöstlich des Kap Crewe.
Wissenschaftler der britischen Discovery Investigations benannten sie bei Vermessungsarbeiten, die sie zwischen 1927 und 1930 in diesem Gebiet durchführten. Ihren Namen verdanken die Felsen dem Umstand, dass sie Orientierung für die Einfahrt in den Prince Olav Harbour dienen.